# Großer Preis von Malaysia 2001
Der Große Preis von Malaysia 2001 (offiziell III Petronas Malaysian Grand Prix) fand am 18. März auf dem Sepang International Circuit in Sepang statt und war das zweite Rennen der Formel-1-Weltmeisterschaft 2001.

## Berichte

### Hintergrund
Nach dem Großen Preis von Australien führte Michael Schumacher in der Fahrerwertung mit vier Punkten vor David Coulthard und mit sechs Punkten vor Rubens Barrichello. In der Konstrukteurswertung führte Ferrari mit acht Punkten vor McLaren-Mercedes und mit zehn Punkten vor Sauber-Petronas.
Mit Eddie Irvine und Michael Schumacher (jeweils einmal) traten zwei ehemalige Sieger dieses Grand Prix an.

### Training

#### Freitagstraining
Im ersten freien Training am Freitag fuhr Jarno Trulli die schnellste Zeit, gefolgt von Michael Schumacher und Barrichello.

#### Samstagstraining
Im zweiten freien Training am Samstag war Barrichello der Schnellste. Zweitschnellster wurde Ralf Schumacher gefolgt von Mika Häkkinen.

### Qualifying
Im Qualifying sicherte sich Michael Schumacher die Pole-Position. Sein Teamkollege Barrichello fuhr die zweitschnellste Zeit, gefolgt von Ralf Schumacher.

### Warm Up
Im Warm Up war Barrichello mehr als eine Sekunde schneller als der Zweitschnellste Coulthard. Die drittschnellste Zeit fuhr Trulli.

### Rennen
Michael Schumacher startete das Rennen im Ersatzauto, da er im Warm-Up mit seinem Ferrari von der Strecke abgekommen war.
In der Einführungsrunde wurde Heinz-Harald Frentzen ungewöhnlich langsam, sodass ihn alle überholten und er das Rennen somit von hinten starten musste. Der Grund für seine Probleme war ein Computerfehler. Als sich dann alle Fahrzeuge in ihre Startposition einordnen sollten, verursachte Giancarlo Fisichella einen Startabbruch, indem er seine Startposition nicht ordentlich eingenommen hatte. Durch den Startabbruch wurde das Rennen um eine Runde verkürzt und Frentzen konnte wieder auf seinen Startplatz 9 zurück. Beim Start in die neue Einführungsrunde blieb Juan Pablo Montoya stehen. Er wechselte jedoch schnell genug in das Ersatzfahrzeug, um damit aus der Boxengasse starten zu dürfen.
Beim Start kam Michael Schumacher gut weg und verteidigte seine Führung problemlos. Sein Teamkollege Barrichello hatte jedoch Schwierigkeiten. Ralf Schumacher platzierte sich links neben Barrichello und beide bogen nebeneinander in die erste Kurve ein. Dabei touchierte Barrichello den auf der Außenbahn fahrenden Ralf Schumacher leicht und er drehte sich infolgedessen. Ralf Schumacher konnte das Rennen aber am Ende des Feldes wieder aufnehmen. Alle anderen Fahrer kamen ohne größere Probleme durch die erste Kurve. Der Sauber von Kimi Räikkönen rollte aufgrund eines Schadens am Antrieb wenige Meter nach dem Start aus.
Nach der ersten Runde führte Michael Schumacher vor Barrichello, gefolgt von Trulli, Coulthard, Frentzen und Jos Verstappen.
In der zweiten Runde musste der auf Position neun liegende Olivier Panis sein Rennen vorzeitig aufgrund eines Motorschadens beenden, nachdem er sich auf dem von seinem Motor verlorenen Öl ins Kiesbett drehte. Auf dieser Ölspur rutschten in der dritten Runde auch die beiden führenden Ferrari-Piloten aus und verloren mehrere Positionen. Währenddessen begann es zudem zu regnen.
In der vierten Runde intensivierte sich der Regen so stark, dass alle Fahrer an die Box kommen mussten, um die Reifen zu wechseln. Auf der Strecke drehten sich viele Fahrer, da sie ihre Runde auf den Trockenreifen zu Ende fahren mussten. Um das Feld sicher um den Kurs zu führen, entschloss die Rennleitung, das Safety-Car herauszuschicken. Der Großteil des Feldes entschloss sich für die Regenreifen, wobei Ferrari hingegen sich für die Intermediates entschied. Der Boxenstopp von Barrichello dauerte über eine Minute, da man die Reifen nicht bereitliegen hatte und große Mengen Kies aus den Seitenkästen entfernt wurden, da Barrichello zuvor von der Strecke abgekommen war. Dahinter wartete Michael Schumacher auf seinen Reifenwechsel, welcher dann nur acht Sekunden dauerte. Jacques Villeneuve, Nick Heidfeld, Enrique Bernoldi, Montoya und Irvine beendeten die dritte Runde nicht, da sie sich im starken Regen von der Strecke drehten.
Nachdem sich das Feld hinter dem Safety-Car wieder sortiert hatte, führte Coulthard vor Frentzen, Verstappen, Häkkinen, Trulli, Jean Alesi, Fisichella, Ralf Schumacher, Gastón Mazzacane, Barrichello und Michael Schumacher. Der Regen hatte derweil aufgehört.
In Runde zehn erfolgte dann der Restart. Verstappen überholte in der ersten Runde Frentzen. Die beiden Ferrari-Piloten machten jeweils zwei Plätze gut. Nach Verstappen überholte auch Häkkinen Frentzen, der nun auf Position vier lag. Die Intermediates der Ferrari waren für diese Bedingungen optimal und sie arbeiteten sich nach vorne. Michael Schumacher kam mit den Reifen am besten zurecht, sodass er Barrichello überholte. Die immer weiter abtrocknende Strecke vergrößerte den Vorteil der Intermediates noch, sodass Michael Schumacher in der 15. Runde an Coulthard vorbeiging.
Bei den ersten planmäßigen Boxenstopps wechselten die Piloten wieder auf die Trockenreifen. Häkkinen war nach seinem Boxenstopp hinter Verstappen auf Platz fünf zurückgefallen. Dieser hielt Häkkinen auf, sodass Ralf Schumacher aufschloss und beide überholen konnte. Als Michael Schumacher an die Box ging, war sein Vorsprung so groß, dass er seine Führung nicht einbüßte. Verstappen und Häkkinen lieferten sich ein hartes Duell, das es Frentzen ermöglichte, in einer Kurve an beiden gleichzeitig vorbeizugehen. Danach überholte Frentzen auch Ralf Schumacher. Nachdem Verstappen an die Box gegangen war, holte Häkkinen auf Ralf Schumacher auf, konnte ihn jedoch bis zum Rennende nicht mehr überholen.
Es gewann Michael Schumacher vor seinem Teamkollegen Barrichello. Den dritten Podestplatz sicherte sich Coulthard, gefolgt von Frentzen, Ralf Schumacher und Häkkinen.
In der Fahrerwertung blieben die ersten drei Positionen unverändert. In der Konstrukteurswertung blieb Ferrari vor McLaren-Mercedes, neuer Dritter war Jordan-Honda.

## Meldeliste
| Team                        | Nr. | Fahrer                | Chassis        | Motor                 | Reifen |
| --------------------------- | --- | --------------------- | -------------- | --------------------- | ------ |
| Scuderia Ferrari Marlboro   | 01  | Michael Schumacher    | Ferrari F2001  | Ferrari 3.0 V10       | B      |
| Scuderia Ferrari Marlboro   | 02  | Rubens Barrichello    | Ferrari F2001  | Ferrari 3.0 V10       | B      |
| West McLaren Mercedes       | 03  | Mika Häkkinen         | McLaren MP4-16 | Mercedes-Benz 3.0 V10 | B      |
| West McLaren Mercedes       | 04  | David Coulthard       | McLaren MP4-16 | Mercedes-Benz 3.0 V10 | B      |
| BMW WilliamsF1 Team         | 05  | Ralf Schumacher       | Williams FW23  | BMW 3.0 V10           | M      |
| BMW WilliamsF1 Team         | 06  | Juan Pablo Montoya    | Williams FW23  | BMW 3.0 V10           | M      |
| Mild Seven Benetton Renault | 07  | Giancarlo Fisichella  | Benetton B201  | Renault 3.0 V10       | M      |
| Mild Seven Benetton Renault | 08  | Jenson Button         | Benetton B201  | Renault 3.0 V10       | M      |
| Lucky Strike BAR Honda      | 09  | Olivier Panis         | BAR 003        | Honda 3.0 V10         | B      |
| Lucky Strike BAR Honda      | 10  | Jacques Villeneuve    | BAR 003        | Honda 3.0 V10         | B      |
| B&H Jordan Honda            | 11  | Heinz-Harald Frentzen | Jordan EJ11    | Honda 3.0 V10         | B      |
| B&H Jordan Honda            | 12  | Jarno Trulli          | Jordan EJ11    | Honda 3.0 V10         | B      |
| Orange Arrows Asiatech      | 14  | Jos Verstappen        | Arrows A22     | Asiatech 3.0 V10      | B      |
| Orange Arrows Asiatech      | 15  | Enrique Bernoldi      | Arrows A22     | Asiatech 3.0 V10      | B      |
| Red Bull Sauber Petronas    | 16  | Nick Heidfeld         | Sauber C20     | Petronas 3.0 V10      | B      |
| Red Bull Sauber Petronas    | 17  | Kimi Räikkönen        | Sauber C20     | Petronas 3.0 V10      | B      |
| Jaguar Racing               | 18  | Eddie Irvine          | Jaguar R2      | Ford Cosworth 3.0 V10 | M      |
| Jaguar Racing               | 19  | Luciano Burti         | Jaguar R2      | Ford Cosworth 3.0 V10 | M      |
| European Minardi F1         | 20  | Tarso Marques         | Minardi PS01   | European 3.0 V10      | M      |
| European Minardi F1         | 21  | Fernando Alonso       | Minardi PS01   | European 3.0 V10      | M      |
| Prost Acer                  | 22  | Jean Alesi            | Prost AP04     | Acer 3.0 V10          | M      |
| Prost Acer                  | 23  | Gastón Mazzacane      | Prost AP04     | Acer 3.0 V10          | M      |

## Klassifikationen

### Qualifying
| Pos.                                                                   | Fahrer                | Konstrukteur     | Zeit       | Start |
| ---------------------------------------------------------------------- | --------------------- | ---------------- | ---------- | ----- |
| 01                                                                     | Michael Schumacher    | Ferrari          | 1:35,220   | 01    |
| 02                                                                     | Rubens Barrichello    | Ferrari          | 1:35,319   | 02    |
| 03                                                                     | Ralf Schumacher       | Williams-BMW     | 1:35,511   | 03    |
| 04                                                                     | Mika Häkkinen         | McLaren-Mercedes | 1:36,040   | 04    |
| 05                                                                     | Jarno Trulli          | Jordan-Honda     | 1:36,180   | 05    |
| 06                                                                     | Juan Pablo Montoya    | Williams-BMW     | 1:36,218   | Box   |
| 07                                                                     | Jacques Villeneuve    | BAR-Honda        | 1:36,397   | 06    |
| 08                                                                     | David Coulthard       | McLaren-Mercedes | 1:36,417   | 07    |
| 09                                                                     | Heinz-Harald Frentzen | Jordan-Honda     | 1:36,578   | 08    |
| 10                                                                     | Olivier Panis         | BAR-Honda        | 1:36,681   | 09    |
| 11                                                                     | Nick Heidfeld         | Sauber-Petronas  | 1:36,913   | 10    |
| 12                                                                     | Eddie Irvine          | Jaguar-Cosworth  | 1:37,140   | 11    |
| 13                                                                     | Jean Alesi            | Prost-Acer       | 1:37,406   | 12    |
| 14                                                                     | Kimi Räikkönen        | Sauber-Petronas  | 1:37,728   | 13    |
| 15                                                                     | Luciano Burti         | Jaguar-Cosworth  | 1:38,035   | 14    |
| 16                                                                     | Giancarlo Fisichella  | Benetton-Renault | 1:38,086   | 15    |
| 17                                                                     | Jenson Button         | Benetton-Renault | 1:38,258   | 16    |
| 18                                                                     | Jos Verstappen        | Arrows-Asiatech  | 1:38,509   | 17    |
| 19                                                                     | Gastón Mazzacane      | Prost-Acer       | 1:39,006   | 18    |
| 20                                                                     | Tarso Marques         | Minardi-European | 1:39,714   | 19    |
| 21                                                                     | Fernando Alonso       | Minardi-European | 1:40,249   | 20    |
| 107-Prozent-Zeit: 1:41,886 min (bezogen auf Bestzeit von 1:35,220 min) |                       |                  |            |       |
| DNQ                                                                    | Enrique Bernoldi      | Arrows-Asiatech  | keine Zeit | 21    |

Anmerkungen
1. ↑  Montoya startete mit dem Ersatzfahrzeug aus der Boxengasse.
2. ↑  Bernoldi wurde seine Zeit gestrichen, da sein Frontflügel nicht dem Reglement entsprach.

### Rennen
| Pos. | Fahrer                | Konstrukteur     | Runden | Stopps | Zeit        | Start | Schnellste Runde |
| ---- | --------------------- | ---------------- | ------ | ------ | ----------- | ----- | ---------------- |
| 01   | Michael Schumacher    | Ferrari          | 55     | 2      | 1:47:34,801 | 01    | 1:41,833 (02.)   |
| 02   | Rubens Barrichello    | Ferrari          | 55     | 3      | + 23,660    | 02    | 1:42,037 (02.)   |
| 03   | David Coulthard       | McLaren-Mercedes | 55     | 2      | + 28,555    | 07    | 1:42,839 (47.)   |
| 04   | Heinz-Harald Frentzen | Jordan-Honda     | 55     | 2      | + 46,543    | 08    | 1:42,119 (50.)   |
| 05   | Ralf Schumacher       | Williams-BMW     | 55     | 3      | + 48,233    | 03    | 1:41,503 (54.)   |
| 06   | Mika Häkkinen         | McLaren-Mercedes | 55     | 3      | + 48,606    | 04    | 1:40,962 (48.)   |
| 07   | Jos Verstappen        | Arrows-Asiatech  | 55     | 3      | + 1:21,560  | 17    | 1:43,029 (55.)   |
| 08   | Jarno Trulli          | Jordan-Honda     | 54     | 3      | + 1 Runde   | 05    | 1:43,559 (52.)   |
| 09   | Jean Alesi            | Prost-Acer       | 54     | 2      | + 1 Runde   | 12    | 1:43,853 (53.)   |
| 10   | Luciano Burti         | Jaguar-Cosworth  | 54     | 2      | + 1 Runde   | 14    | 1:43,697 (52.)   |
| 11   | Jenson Button         | Benetton-Renault | 53     | 2      | + 2 Runden  | 16    | 1:44,891 (52.)   |
| 12   | Gastón Mazzacane      | Prost-Acer       | 53     | 3      | + 2 Runden  | 18    | 1:43,991 (53.)   |
| 13   | Fernando Alonso       | Minardi-European | 52     | 5      | + 3 Runden  | 20    | 1:45,585 (50.)   |
| 14   | Tarso Marques         | Minardi-European | 51     | 2      | + 4 Runden  | 19    | 1:46,016 (50.)   |
| –    | Giancarlo Fisichella  | Benetton-Renault | 31     | 2      | DNF         | 15    | 1:46,982 (02.)   |
| –    | Jacques Villeneuve    | BAR-Honda        | 3      | 0      | DNF         | 06    | 1:43,470 (02.)   |
| –    | Nick Heidfeld         | Sauber-Petronas  | 3      | 0      | DNF         | 10    | 1:45,328 (02.)   |
| –    | Enrique Bernoldi      | Arrows-Asiatech  | 3      | 0      | DNF         | 22    | 1:47,294 (02.)   |
| –    | Juan Pablo Montoya    | Williams-BMW     | 3      | 0      | DNF         | Box   | 1:43,926 (02.)   |
| –    | Eddie Irvine          | Jaguar-Cosworth  | 3      | 0      | DNF         | 11    | 1:51,532 (02.)   |
| –    | Olivier Panis         | BAR-Honda        | 1      | 0      | DNF         | 09    | 1:54,538 (01.)   |
| –    | Kimi Räikkönen        | Sauber-Petronas  | 0      | 0      | DNF         | 13    | –                |

## WM-Stände nach dem Rennen
Die ersten sechs des Rennens bekamen 10, 6, 4, 3, 2 bzw. 1 Punkt(e).

### Fahrerwertung
| Pos. | Fahrer                | Konstrukteur     | Punkte |
| ---- | --------------------- | ---------------- | ------ |
| 01   | Michael Schumacher    | Ferrari          | 20     |
| 02   | David Coulthard       | McLaren-Mercedes | 10     |
| 03   | Rubens Barrichello    | Ferrari          | 10     |
| 04   | Heinz-Harald Frentzen | Jordan-Honda     | 5      |
| 05   | Nick Heidfeld         | Sauber-Petronas  | 3      |
| 06   | Ralf Schumacher       | Williams-BMW     | 2      |
| 07   | Kimi Räikkönen        | Sauber-Petronas  | 1      |
| 08   | Mika Häkkinen         | McLaren-Mercedes | 1      |
| 09   | Jos Verstappen        | Arrows-Asiatech  | 0      |
| 10   | Olivier Panis         | BAR-Honda        | 0      |
| 11   | Luciano Burti         | Jaguar-Cosworth  | 0      |

| Pos. | Fahrer               | Konstrukteur     | Punkte |
| ---- | -------------------- | ---------------- | ------ |
| 12   | Jarno Trulli         | Jordan-Honda     | 0      |
| 13   | Jean Alesi           | Prost-Acer       | 0      |
| 14   | Jenson Button        | Benetton-Renault | 0      |
| 15   | Eddie Irvine         | Jaguar-Cosworth  | 0      |
| 16   | Fernando Alonso      | Minardi-European | 0      |
| 17   | Gastón Mazzacane     | Prost-Acer       | 0      |
| 18   | Giancarlo Fisichella | Benetton-Renault | 0      |
| 19   | Tarso Marques        | Minardi-European | 0      |
| –    | Juan Pablo Montoya   | Williams-BMW     | 0      |
| –    | Jacques Villeneuve   | BAR-Honda        | 0      |
| –    | Enrique Bernoldi     | Arrows-Asiatech  | 0      |

### Konstrukteurswertung
| Pos. | Konstrukteur     | Punkte |
| ---- | ---------------- | ------ |
| 01   | Ferrari          | 30     |
| 02   | McLaren-Mercedes | 11     |
| 03   | Jordan-Honda     | 5      |
| 04   | Sauber-Petronas  | 4      |
| 05   | Williams-BMW     | 2      |
| 06   | Arrows-Asiatech  | 0      |

| Pos. | Konstrukteur     | Punkte |
| ---- | ---------------- | ------ |
| 07   | BAR-Honda        | 0      |
| 08   | Jaguar-Cosworth  | 0      |
| 09   | Prost-Acer       | 0      |
| 10   | Benetton-Renault | 0      |
| 11   | Minardi-European | 0      |